# آپنزن
آپنزن (به آلمانی: Apensen) یک شهر در آلمان است که در نیدرزاکسن واقع شده‌است. آپنزن ۳٬۰۹۹ نفر جمعیت دارد.